# Companhia Catalã
A Companhia Catalã foi um grupo de cerca de 6 000 almogávares comandados por Rogério de Flor. Foram chamados pelo imperador bizantino Andrônico II Paleólogo em 1303, para lutar contra os Turcos que ameaçavam o Império Bizantino.

## A chegada dos Catalães
Os Catalães, antes de chegarem a Constantinopla, estavam ao serviço de Frederico II da Sicília. Depois da paz de Caltabellota (1302) entre Frederico e Carlos II de Anjou, a Companhia Catalã ficou sem trabalho. Então, os Catalães tomaram como chefe a Rogério de Flor, um aventureiro, antigo templário expulso da ordem por roubo. Este último, ao fato dos problemas que sacudiam o Império Bizantino, ofereceu os seus serviços a Andrônico II Paleólogo em troca do título de "Megaduque", bem como a mão de uma princesa e, para as suas tropas, um salário do duplo do habitual para mercenários. Andrônico aceitou as condições, após buscar desesperadamente durante vários anos ajuda estrangeira para lutar contra os turcos.
Desde a sua chegada em setembro de 1303, os Catalães conquistaram Constantinopla. Uns dias mais tarde, massacraram toda uma companhia de Genoveses que reclamavam o pagamento das suas dívidas. Andrônico, então, enviou-os à Ásia Menor para combater os Turcos que chegaram até o Bósforo e reduziram as populações locais à escravidão.

## Lutas contra os Turcos
Desde o seu desembarque em Cízico em janeiro de 1304, os Catalães rechaçara os Turcos que assediavam a cidade. Os homens de Rogério de Flor tomaram a cidade, não sem alguns problemas com os habitantes. A campanha começou em abril de 1304, conseguindo em alguns meses a expulsar os Turcos da Ásia Menor. Os Catalães avançavam com tal velocidade sobre os Turcos que estes não podiam utilizar a sua arma chave, o arco. Rogério de Flor chegou até as Portas de Ferro nos Montes Tauro, e ali, ele e os seus homens derrotaram os Turcos em agosto de 1305, capturando um enorme botim.
A relação entre os Catalães e os locais não foi boa, pois os homens de Rogério de Flor cometeram excessos. 
Enquanto Rogério de Flor estava em campanha, os habitantes da cidade capturaram o seu botim e, ao regresso dos Catalães, fecharam as portas da cidade. Os Catalães aprestaram-se a assediar a cidade quando foram chamados à Europa por Andrônico para lutar contra os Búlgaros.

## Primeiros problemas entre Andrônico e Rogério de Flor
O tsar búlgaro Teodoro Esfendóstlabo da Bulgária invadiu em 1305 o território do Império e aprestava-se a atacar os portos do mar Negro. Miguel IX tentou rejeitá-lo, mas foi derrotado perto de Adrianópolis. O imperador preparava a sua revancha e teve de fazer fundir a sua louça para levantar um novo exército - fato anecdótico que amostra a crescente pobreza do Império Bizantino. Apesar disso, a situação era ruim e Andrônico mandou chamar Rogério de Flor. 
Mas o exército bizantino opôs-se. Enquanto isso, os Catalães já cruzaram o Bósforo e encontravam-se em Galípoli. Andrônico pediu-lhes que voltassem para a Ásia, mas Rogério de Flor recusou este câmbio de postura e pediu a Constantinopla que os seus soldados fossem pagos. O imperador enviou-lhe uma pequena quantidade de dinheiro. Ao mesmo tempo, desembarcaram reforços para Rogério em Madyta, dirigidos por Berengário de Entença, um nobre aragonês. Berengário tinha sido, de fato, enviado por Jaime II de Aragão e Frederico II da Sicília. Para aceder ao título de césar , Rogério de Flor cedeu a Berengário de Entença o seu título de megaduque. Quando as relações entre eles e os Bizantinos pareciam pacificar-se, Andrônico queixou-se dos imensos sacrifícios que levava feito pelos Catalães. Esta reação desgostou a Berengário.

## Guerra aberta entre os Catalães e Constantinopla
Em janeiro de 1307, os Turcos atacaram Filadélfia e o rei da Sicília preparou uma expedição para tomar Constantinopla. Andrônico, como último recurso, reconciliou-se com Rogério de Flor, nomeando-o césar e dando-lhe como feudo as províncias da Ásia Menor. Rogério preparou-se para atacar os Turcos com 3000 homens. Os Catalães desembarcaram na Ásia, mas Rogério cometeu então o erro de ir saudar Miguel IX, ignorando a hostilidade deste para com ele. O novo imperador recebeu-o suntuosamente mas, durante o festim (7 de abril 1307), Rogério e o seu séquito foram assassinados. Ao mesmo tempo, os Turcos, chamados por Miguel IX, desembarcavam em Galípoli e matavam um grande número de almogávares.
O assassinato de Rogério de Flor desencadeou a cólera dos Catalães. 
Sob comando de Berengário de Entença, os Catalães massacraram a totalidade dos habitantes de Galípoli e criaram uma espécie de Estado. Berengário, com uma pequena frota, dedicou-se à pilhagem na Propôntida, assassinando os seus habitantes. Contudo, ao seu regresso, os Genoveses capturaram o chefe catalão. Miguel IX tentou destruir o Estado catalão, mas foi derrotado em Apros, ao sul-oeste de Rodesto. Privado de tropas, o império não pôde impedir que os almogávares saqueassem a Trácia e matassem ou reduzissem à escravidão a população. Os Catalães queimaram os estaleiros imperiais. Pouco a pouco, a tropa catalã tornou-se numa força multinacional: em efeito, os Gregos desertores dos Italianos e dos Turcos reforçaram os efetivos de Berengário. Para além disso, Fernando Gimenes de Arenos desembarcou em Madyte com novos reforços almogávares. Bernardo de Rocaforte instalou-se em Rodosto e Ramon Muntaner, um historiador aragonês, foi designado governador de Galípoli. Durante dois anos e meio, os almogávares saquearam e massacraram as populações do território bizantino. O genovês Spinola tentou atacar Galípoli em julho de 1308, mas a sua expedição fracassou. Pelo seu lado, Berengário de Entença, pago pelo rei aragonês, fez uma demonstração de força ante Constantinopla.

## Divisão das forças catalãs

Brasão de armas do Ducado de Neopatria.

Pouco a pouco, os recursos da península de Galípoli acabaram-se e os Catalães decidiram ir-se. Em 1308, o infante Fernando de Maiorca, sobrinho de Frederico II, tomou sob o seu comando a Companhia Catalã. Berengário de Entença, Gimenes e Muntaner reconheceram o seu mandato, mas Bernardo de Rocaforte recusou. A saída dos almogávares para terras mais frutíferas não se desenvolveu como era previsto; após cruzarem o rio Maritsa, as tropas de Bernardo de Rocaforte enfrentaram-se com as de Entença. Este último faleceu durante a batalha. Conhecendo o sucedido, Gimenes fugou-se para Constantinopla, onde Andrônico o esposou com uma das suas sobrinhas e nomeou-o megaduque.
Constantinopla viu os Catalães dividirem-se e abandonar o território do império. Rocaforte ameaçou inutilmente Tessalônica e partiu para a península de Cassandreia onde saqueou tudo, até mesmo os mosteiros do monte Atos. Fernando e Muntaner marcharam de Tasos com uma frota e dirigiram-se para o Negroponte, onde encontraram uma esquadra veneziana com Teobaldo de Chepoy a bordo, quem reclamava o trono de Constantinopla.
O infante foi capturado e foi liberto o duque de Atenas, que o encarcerou como retaliação da pilhagem do porto de Amiros. As galeiras catalãs foram capturadas e a pilhagem saqueada. Teobaldo De Chepoy enviou Rocaforte, com o que acabava de aliar-se. Mas ambos os chefes não se terminaram de entender e os capitães, exasperados pela atitude do seu chefe, entregaram Rocaforte a Teobaldo de Chepoy, que o enviou para Nápoles, onde Roberto de Anjou o encarcerou. 
O final era próximo para os Catalães. Sob comando de Teobaldo de Chepoy, esgotaram os recursos da península de Cassandreia. Os almogávares, ao não conseguirem tomar Tessalônica, dirigiram-se para Tessália onde se encontraram com João, o Anjo, aliado de Andrônico, que desejava servir-se deles contra os príncipes francos de Grécia. Finalmente, abandonaram João, o Anjo, e aceitaram as propostas de Gualtério V de Brienne, duque de Atenas. Em seis meses mais, os Catalães capturaram trinta lugares para o duque de Atenas. Porém, Gualtério de Brienne cometeu o erro de não pagar mais que uma parte aos Catalães. Estes conseguiram uma última grande vitória contra os cavaleiros francos do Principado de Acaia e das ilhas. 
Perseguindo os fugidos, os almogávares ocuparam Atenas e Tebas, onde fundaram um Estado que duraria 80 anos.